# Wildersgade
Wildersgade er en gade på Christianshavn i København. Gaden går på langs gennem kvarteret, parallelt med Christianshavns Kanal, fra Christiansbro-området i sydvest til Wilders Kanal i nordøst. Gaden krydses på halvvejen af Torvegade, Christianshavns hovedgade, men er ellers primært en fredelig beboelsesgade med brolægning og mange huse fra 1700- og 1800-tallet.
Gaden er opkaldt efter skibsværftsejeren Carl Wilder (1698-1765) og hans søn Lars Wilder (1738-1810). De har også lagt navn til Wilders Plads.

## Historie
Wildersgades historie går tilbage til anlæggelsen af Christianshavn som en uafhængig købstad i 1617-1622. Gaden hed oprindeligt Kongensgade og supplerede Dronningensgade og Prindsensgade, nu Prinsessegade på den anden side af kanalen. Delen nord for Torvegade blev kaldt for Store Kongensgade, men den syd for blev kaldt for Lille Kongensgade. Det nuværende navn blev indført i 1859, da den væsentlig større Ny Kongensgade på den anden side af havnen blev til Store Kongensgade.
Christians Kirkes sognegård lå oprindeligt i nr. 5. I 1795 blev bygningen overtaget af en filial af Borgerdydskolen på Christianshavn. Filialen blev efterfølgende uafhængig af hovedskolen i Nørregade. Bygningen på Wildersgade blev overtaget af Burmeister & Wain (B&W) i 1890. Skolen flyttede til Helgolandsgade i 1893 og til Sjælør Boulevard i 1970. Den skiftede navn til Vestre Borgerdydskole i 1919 og til Københavns åbne Gymnasium i 2007.

## Bygninger og beboere
Nr. 60 er den tidligere Wildersgade Kaserne. Hovedbygningen blev opført af Jørgen Henrich Rawert og Andreas Hallander in 1802. Den lange enetages bygning til venstre er kasernens tidligere stalde. Den gule bygning på den anden side af gaden er bagsiden af Irgens Gård, der fungerede som artillerikaserne fra 1789. Den store bygning i nr. 70 på hjørnet af Christianshavns Kanal og Wilders Kanal er Prinsesse Maries Hjem for gamle Sømænd og Sømænds Enker. Den er desuden hjemsted for Sømandsforeningen af 1856. Den ældste del af bygningen er fra 1874, mens en udvidelse er fra 1921.
Der ligger også en række fredede etageejendomme og tidligere pakhuse i denne del af gaden. Pakhuset i nr. 51 blev bygget sammen med Niels Brocks Gård i Strandgade 48 på den anden side af blokken. Nr. 41-43 er en del af Sigvert Grubbes Gård. Nr. 34, 36, 37, 38, 40, 42, 45, 48-50, 49, 52, 53 og 58 er også fredede. I den sydlige del af gaden er etageejendommene i nr. 15, 17 og 19 fredede.
Bygningerne i nr. 9 og 10, der er forbundet med en toetages skyway over gaden, blev opført for B&W i 1925. I nr. 10B ligger den to stjernede michelinrestaurant Kadeau København, der primært benytter råvarer fra Bornholm, og som har en søsterrestaurant i Aakirkeby. Den store bygning ved siden af (Overgaden Neden Vandet 9) er en tidligere maskinhal, der blev opført for B&W i 1860'erne. Den blev ombygget til kontorbygning af Dissing + Weitling i 1990. De to hvide bygninger i den sydlige ende af gaden blev opført i 1999-2001 som dele af Henning Larsen Architects' Christiansbro-plan for den tidligere B&W-område. De kaldes for Løvens Gård og Enhjørningens Gård og blev tegnet af Vilhelm Lauritzen Arkitekter og Arkitema.